# 盛帆娛樂
盛帆娛樂（SBOBET）前稱「利記娛樂網」，是一所在線博彩公司，在亞洲的運營由菲律賓共和國政府授權，在歐洲的運營則由曼島政府授權。2004年成立的盛帆娛樂網是亞洲最大的博彩公司之一。
2019年4月17日正式更改中文名稱為盛帆娛樂。